# Nový rok

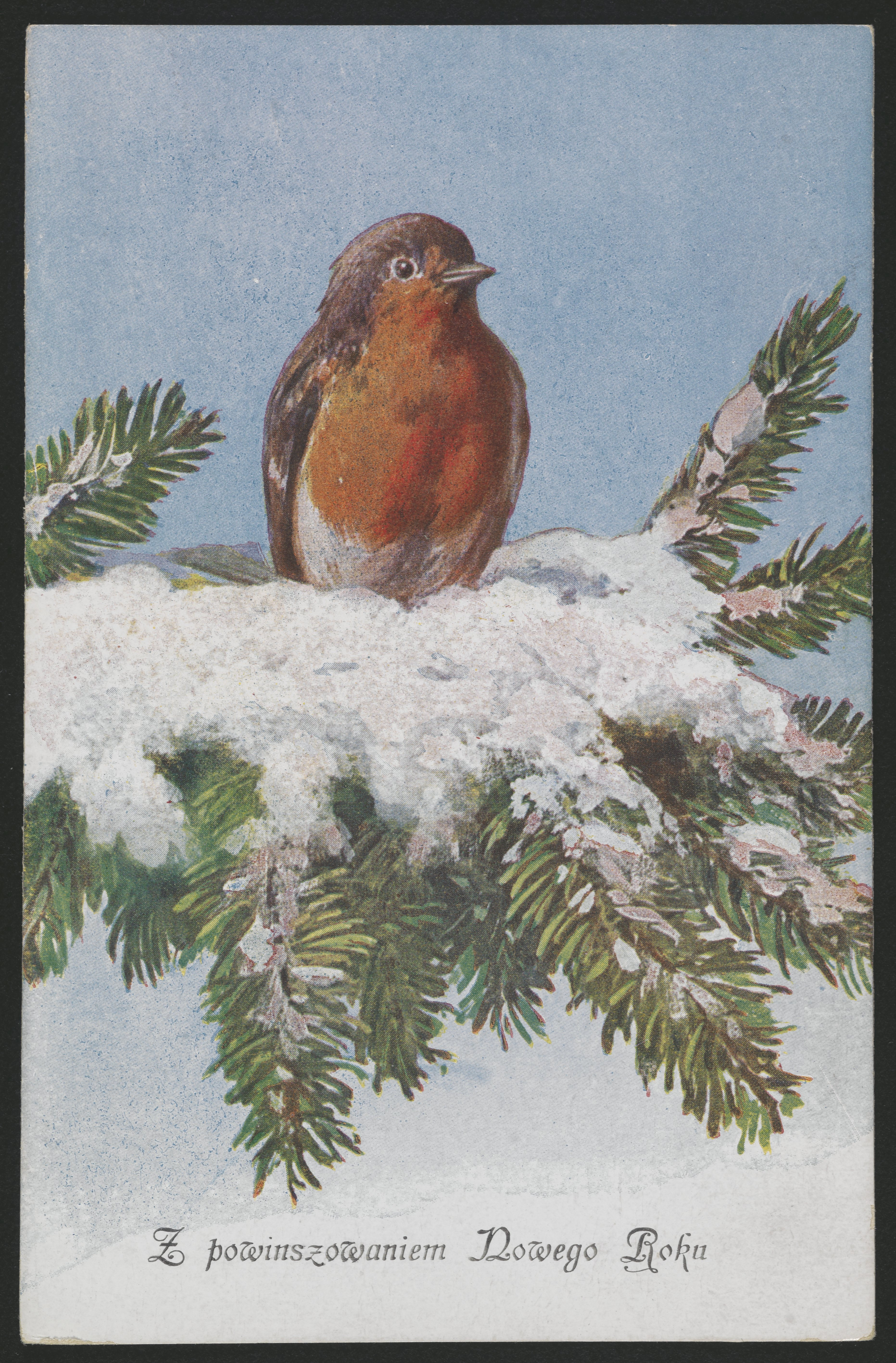
Pozdrav do Nového roku (mezi 1918-1924)

Nový rok je svátek začátku nového roku. V různých kulturách a příslušných letopočtech se začátek nového roku a jeho oslavy určují různě, jak zmíněno v přehledu níže. Historicky jsou nejstarší oslavy doloženy v Babyloně kolem roku 2000 př. n. l. V Egyptě začínal rok záplavami Nilu spolu s vycházející hvězdou Sirius. Římský kalendář reformoval a počátek roku zavedl Julius Caesar. Ve středověké Evropě však byly oslavy zakázány jako pohanské, oslavy 1. ledna zrušil roku 567 koncil v Tours.
Podle celosvětově nejrozšířenějšího gregoriánského kalendáře připadá na 1. ledna. V noci z 31. prosince na 1. leden svět slaví konec roku a tak i začátek nového – silvestrovské oslavy. Před Novým rokem si jednotlivci, rodiny i firmy posílají blahopřejné novoročenky, s hezkým či vtipným obrázkem a s přáním zdraví a štěstí v nadcházejícím roce. Nový rok je v některých zemích světa slaven jako svátek.
Podle jiných kalendářů připadá začátek nového roku na jiné dny gregoriánského kalendáře: v juliánském kalendáři, který používá pravoslavná církev, připadá Nový rok, 1. leden, na 14. leden podle gregoriánského kalendáře.
Původně se počátek cyklu roku odvozoval od rovnodennosti či slunovratu stejně jako počátek dne je stanovován různě (úsvit, poledne, západ Slunce, půlnoc).

## Moderní oslavy Nového roku
Nejběžnější data oslav Nového roku jsou uvedena dále, uspořádaná a seskupená podle jejich výskytu vzhledem ke konvenčnímu západnímu kalendáři.

### Leden
- 1. leden: Oficiální první den roku gregoriánského kalendáře, používaný v největším počtu zemí. Podle katolické tradice se tento svátek označuje jako den Panny Marie, v protestantské tradici pak svátek Jména Ježíš.
- Ve Východní pravoslavné církvi začíná nový rok 14. lednem (1. leden juliánského kalendáře). V mnoha zemích, kde převládá pravoslaví, se slaví oba svátky Nového roku, jak gregoriánský, tak i juliánský. Gregoriánský Nový rok je civilním svátkem zatímco juliánský, nazývaný „Starý Nový rok“, je církevním svátkem. Vlastní církevní liturgický kalendář začíná 1. zářím (jako římský berní systém - viz indikce), dále pokračuje každoročně oslavami narození Ježíše Krista v zimě (Vánoce), připomenutím jeho smrti a oslavou jeho zmrtvýchvstání na jaře (Pesach/Velikonoce), přes jeho nanebevstoupení v létě až po nanebevzetí jeho matky (Zesnutí Přesvaté Bohorodice / Theotokos) na podzim.
  - Poznámka: Osm z dvanácti největších východních pravoslavných církví převzalo administrativně revidovaný juliánský kalendář a sladilo s ním civilní a náboženské svátky. Ortodoxní obyvatelstvo Bulharska, Kypru, Egypta, Řecka, Polska, Rumunska, Sýrie a Turecka slaví Nový rok 1. ledna. Ortodoxní církve Gruzie, Jeruzaléma, Ruska a Srbska stále ještě používají juliánský kalendář.
- Čínský Nový rok, také známý jak Lunární nový rok, připadá každoročně na nov prvního lunárního měsíce, čtyři až osm týdnů před jarem (Lichun). Přesné datum může připadnout na kterýkoliv den mezi 21. lednem a 21. únorem (včetně, podle jiných zdrojů 20. únor[2]) gregoriánského kalendáře. Protože lunisolární čínský kalendář je astronomicky definovaný, ne jako gregoriánský kalendář, mohou v důsledku precese zemské osy měnit roční období svou délku. Každý rok je symbolizován jedním z 12 zvířat a 5 elementů, cyklujících každých 60 let. Jedná se o nejdůležitější čínský svátek roku.[2]
- Vietnamský Nový rok je Tết Nguyên Đán, který se slaví většinou ve stejný den jako čínský Nový rok. Oslavy obvykle trvají celý první týden roku.[3]
- Tibetský Nový rok se nazývá Losar a připadá na únor až březen.

### Březen
- Perský Nový rok, nazývaný Nourúz, je den připadající přesně na den jarní rovnodennosti, den kdy začíná jarní období.
- Zoroastrický Nový rok se shoduje s íránským Nourúzem. Je slaven komunitou Parsi v Indii a Zoroastriány a Peršany na celém světě.
- V Bahá'í kalendáři se Nový rok slaví v den jarní rovnodennosti 21. března a nazývá se Nourúz.[4]
- V kalendáři Saka (balijsko-jávský kalendář) oslava Nového roku spadá na 30. březen. Oslava se svolává na Nyepi, balijském hinduistickém svátku.
- Telugijský Nový rok obecně připadá na březen nebo duben. Tento den slaví příchod lunárního roku lidé Ándhrapradéše. Tento den se slaví po celém Andhra Pradéši jako UGADI (ve významu začátku nového roku). Prvním měsícem je Chaitra Masam. Masamem je míněn měsíc.
- Gudi Padwa je slaven jako první den hindského roku lidmi z Maháráštry v Indii. Tento den spadá na březen nebo duben a shoduje se s Ugadi. (viz Dekan).
- Nový rok Kannada nebo Ugadi je slaven lidmi z Karnátaku v Indii jako začátek nového roku podle hindského kalendáře. První měsíc nového roku se nazývá Chaitra.

### Duben
- Asyrský Nový rok, zvaný Rish Nissanu, připadá na 1. duben
- Paňdžábský Nový rok Vaisakhi je slaven na 13. dubna a je při něm oslavována sklizeň.
- Nepálský Nový rok je slaven na jaře, první den měsíčního měsíce Baisakh. V našem kalendáři obvykle připadá na 12. - 15. duben.
- Thajský Nový rok je slaven od 13. dubna do 15. dubna házením vody.
- Kambodžský Nový rok a laoský Nový rok jsou slaveny od 13. dubna do 15. dubna.
- Bengálský Nový rok Pohela Baisakh je slaven slavnostním způsobem14. dubna nebo 15. dubna v obou Bangladéších a Západním Bengálsku v Indii.
- Cejlonský Nový rok spadá do dubna (měsíce Bak), když se slunce pohybuje z Meena Rashiya (dům ryb) k Mesha Rashiya (dům skopce). Lidé na Cejlonu slaví národní nový rok „Aluth Avurudhu“ v Sinhálsku a „Puththandu“ v Tamilsku. Národní nový rok však nezačíná jako jinde o půlnoci, ale jeho začátek je vždy určen astrology. Ale nejen začátek, i konec roku určují astrologové. Zvláštní také je, že konec starého a začátek nového roku na sebe plynule nenavazuje, je mezi nimi perioda několika hodin, která se nazývá „nona gathe“ (neutrální perioda). V tomto období se očekává, že nebudou vykonávány žádné práce a budou prováděny pouze náboženské aktivity.

- Poznámka: Když je řečeno, že  Národní Nový rok však nezačíná jako jinde o půlnoci, ale jeho začátek je vždy určen astrology, mohlo by to vyvolat dojem, že začátek nového cejlonského roku je určován na základě pověr. Výpočet nového roku je však čistě matematickou záležitostí a může ho provádět jen ten, kdo je obeznámen s matematikou a astrologií. Okamžikem počátku nového roku je chvíle, kdy střed Slunce (ve skutečnosti jeho projekce na nebeskou sféru) křižuje linii oddělující Ryby (Meena) od Skopce (Mesha).
Podle astrologie je nebeská sféra rozdělena na 12 stejných částí a Skopec je přitom tradičně považován za první díl sféry zatímco ryby za její poslední díl. Každý díl sféry má velikost 30 stupňů a sféry Ryb a Skopce spolu sousedí. Pokud cestu slunce, relativně k zemi, promítneme na nebeskou sféru, obdržíme kružnici. Tato cesta (nebo kružnice) kříží všech 12 oblastí zvěrokruhu na nebeské sféře a ten okamžik, kdy střed slunce křižuje linii oddělující od sebe Ryby a Skopce je považován za počátek cejlonského kalendáře. Právě tato chvíle, kdy slunce přechází z Ryb do Skopce je považována za nejvýznamnější část cejlonského roku.
Na nebeské sféře slunce není bodem, ale kruhem, který má průměr o určité velikosti. Chvíle, kdy slunce protne linii, oddělující znamení Ryb a Skopce, je považována za počátek období Nonagatha. Ve chvíli, kdy se slunce kompletně celou plochou ocitne ve sféře Skopce, pak nastává konec období Nonagatha.
- V Indii je tamilský Nový rok a Vishu slaven v jihoindických státech Tamilnádu a Kérala v jeden a týž den. Tyto svátky připadají na 13. dubna nebo 14. dubna. První měsíc tamilského nového roku je nazýván Chithrai. Každoročně je v měsíci Chithrai, v chrámu Minakši ve městě Maduraj, slaven svátek Chithrai Thiruvizha. Přitom se také koná ohromný trh, nazývaný Chithrai Porutkaatchi. Hindské domy jsou tento den komplikovaně označovány kolamy.

### Podzim
- Egyptský kalendář začínal 29. srpna (v juliánském kalendáři) v době, kdy jej Augustus synchronizoval s kalendářem v římské říši.
- Roš ha-šana (hebrejský výraz pro 'hlavu roku') je svátkem, který připadá na den následující 163 dní po Pesachu. V nynějším gregoriánském kalendáři se, kvůli pravidlům pro jeho výpočet, nemůže vyskytovat dříve než 5. září, což se stalo roku 1899 a 2013. Po roce 2089 způsobí rozdíl mezi hebrejským a gregoriánským kalendářem to, že Roš ha-šana nebude spadat na dřívější den než je 6. září. Datum Roš ha-šana může připadnout nejpozději na 5. říjen, což se stalo naposledy roku 1967 a znovu se tak stane roku 2043.
- V Koptské pravoslavné církvi Nový rok, nazývaný Neyrouz, spadá pro období mezi roky 1900 a 2099 gregoriánského kalendáře na 11. září (s výjimkou přestupných let, kdy připadá na 12. září). Koptský rok číslo 1723 začal v září roku 2005 našeho letopočtu. Etiopský pravoslavný nový rok, zvaný Enkutataš, připadá na stejné datum jako Neyrouz; etiopský kalendářní rok 1999 tak začal 11. září roku 2006 n. l.
- Nový rok Marwari je slaven v den svátku Díválí.
- Gudžarátský Nový rok je většinou slaven den po svátku Díválí (ten se vyskytuje uprostřed podzimu – buď v říjnu nebo v listopadu, v závislosti na lunárním kalendáři). Gudžarátský nový rok je synonymní se sud ekam měsíce Kartik – prvního dne prvního měsíce gudžaratského lunárního kalendáře. Mnoho jiných hinduistů slaví nový rok brzy na jaře, ale gudžaratské zemědělské společenství slaví nový rok po Díválí jako označení počátku nového fiskálního roku.
- Svátek Díválí je slaven na podzim ve třech indických tradicích: sikhismu, džinnismu a hinduismu.[5]
- Někteří novopohané slaví Samhain (slavnost starověkých Keltů, držená kolem 1. listopadu) jako novoroční den reprezentující začátek nového ročního cyklu, i když nepoužívají odlišný kalendář začínající tímto dnem.

### Různé
- Islámský Nový rok připadá na 1. muharram (takto se nazývá první měsíc roku i oslava samotného Nového roku.[6]  Jelikož muslimský kalendář je založen na 12 lunárních měsících obsahujících okolo 354 dní, gregoriánské datum tohoto dne je každoročně o 11 dní dřívější. Na období roku 2008 gregoriánského kalendáře spadaly dva muslimské nové roky.

Během měsíce muharramu je také doporučeno vykonat hadždž.
- Telemický nový rok je obvykle slaven s vyzýváním Ra-hoor-Khuita, připomínající začátek nové éry roku 1904. Ten také označuje začátek 22 dní telemického svatého období.

## Historická data pro Nový rok
Starověký římský kalendář měl jen deset měsíců a začínal 1. března, což se odráží v anglických názvech některých měsíců, které pocházejí z latiny: září (september – sedmý), říjen (october – osmý), listopad (november – devátý), prosinec (december – desátý). Kolem roku 713 př. n. l. byly, podle tradice králem Numou Pompiliem, k měsícům v roce přidány leden (Januarius) a únor (Februarius) společně s doplňkovým měsícem Intercalarisem. Rok použitý v datování byl konzulárním rokem, který začínal dnem, kdy konzulové poprvé vstupovali do svého úřadu – to bylo roku 222 př. n. l. uzákoněno na 15. březen, ale roku 191 př. n. l. bylo toto datum přesunuto na 1. leden. Stalo se tak zřejmě vydáním tzv. Aciliova zákona (Lex Acilia), který zrušil cyklus upravující systém obyčejných a přestupných let a úpravu roku nechal na libovůli pontifiků. Zároveň tedy i změnil datum začátku římského úředního (konzulského) roku. Prvním úředním rokem, který začínal 1. lednem byl rok 190 př. n. l. Vzhledem k tomu, že podle tohoto roku byly datovány úřední písemnosti a navíc občanský rok byl v téže době ponechán na libovůli pontifiků, získával postupně 1. leden stále větší význam a zatlačoval stále více 1. březen, což byl počátek občanského roku. V roce 45 př. n. l., kdy Julius Caesar zavedl juliánský kalendář, byl vypuštěn měsíc Intercalaris; 1. leden však byl nadále prvním dnem nového roku. Tento den pak jako první den roku uznávali i raní křesťané. Představitelé církve však měli k uvedenému datu výhradu, protože nemělo žádný vztah ke křesťanství a navíc se v daný den konaly bujaré slavnosti. Koncil v Toursu roku 567 dokonce prohlásil začátek roku 1. ledna za starý omyl a hrozil těm, kdo se ho budou držet exkomunikací. Protože se však tento zvyk přes několikeré zákazy papežů nepodařilo vymýtit, snažila se církev tomuto dni dát náboženský význam. Tím se stal svátek Obřezání Páně (Circumcisio Domini). Uznán jako začátek roku církví byl nejdříve v církevním právu. Do stanovení začátku roku na 1. leden papežem Inocencem XII. roku 1691 byl však ve velké části Evropy za počátek roku považován také 6. leden.
Ve středověké Evropě však bylo jako začátek juliánského roku používáno i mnoho jiných církevních svátků římskokatolické církve:
- U vánočního datovacího systému nový rok začíná 25. prosince. Tento začátek roku byl používán v Německu a Anglii do 13. století a ve Španělsku v průběhu 14. až 16. století. V Nizozemí a ve Flandrech byl používán v 11. a 12. století, byl zde však postupně vytlačen velikonočním stylem. Od franského období byl také používán ve Svatí říši římské a také ve Skandinávii.
- V datovacím systému od zvěstování byl počátek roku situován na 25. březen, svátek Zvěstování Panně Marii. Tento systém, zavedený Dionysiem Exiguem roku 525, byl používán ve středověku v mnoha částech Evropy.
- U velikonočního datovacího systému začínal nový rok Velikonoční nedělí (na Bílou sobotu večer). Tento systém se používal od 11. do 16. století ve Francii. Nevýhodou tohoto systému bylo, že Velikonoce jsou pohyblivý svátek, a tak se stávalo, že se stejné datum mohlo vyskytnout dvakrát v jednom roce; dva výskyty jednoho data se od sebe odlišovaly označením „před Velikonocemi“ a „po Velikonocích“.
- Nový rok 1. ledna, svátek Obřezání Páně (Ježíše Krista). Tento den byl již před rokem 700 v Římě slaven jako Mariánská vzpomínková slavnost: Natale sanctae Mariae. Převzetím byzantského svátku Zvěstování Panny Marie (25. března) a Nanebevzetí Panny Marie (15. srpna) ztratil tento svátek na významu a do popředí opět vstoupil vánoční oktáv. Zhruba od 13. až 14. století tak byl 1. leden slaven katolickou církví jako svátek Obřezání Páně a vánoční oktáv. Druhý vatikánský koncil v roce 1969 svátek obřízky zrušil a kalendářní reforma z roku 1969 vrátila na tento den mariánský svátek. Tím je v tento den církví slaven svátek Panny Marie, matky Boží a zároveň svátek Nejsvětější Jméno Ježíš. V současných (církevních) kalendářích se proto u 1. ledna můžeme setkat s následujícími zápisy: Nový rok, den vánočního oktávu, Jména Ježíš, svátek Panny Marie, Matky Boží.

Historickým zdrojem pro svátek obřízky Ježíše Krista je evangelium podle Lukáše, kde v kapitole 2, verši 21 stojí: Když uplynulo osm dní a nastal čas k jeho obřízce, dali mu jméno Ježíš, které dostal od anděla dříve, než jej matka počala.
Starověký římský nový rok 1. března byl používán v Benátské republice do jejího zničení roku 1797 a v Rusku od roku 988 do konce 15. století. Počátek roku byl v souladu s církevní tradicí posunut na 1. září, ale roky se stále počítaly od stvoření světa.
1. září jako první den nového roku se používal v Rusku od roku 1492. Takto se oslavoval po dvě stě let než zvláštní vládní nařízení cara Petra I. z 19. prosince roku 1699 zavedlo počítání let podle křesťanského letopočtu (dříve se roky v Rusku počítaly od stvoření světa) a zároveň se za začátek roku stanovil 1. leden. Petrovo nařízení mělo název: O psaní napříště od 1. dne 1700 ve všech listinách léta po narození Krista, a ne od stvoření světa. Přesto však byla povolena výjimka, jak je možno zjistit na konci dokumentu: Ale komu se zachce psát obě léta, po stvoření světa i po narození Krista, pořadí si zvolí. 1. září se jako počátek roku používal také v Byzantské říši.
Od 17. století římskokatolický církevní rok začíná začíná prvním dnem Adventu, nedělí, která je čtvrtou před slavností Narození Páně 25. prosince.
Podzimní den rovnodennosti (obvykle 22. září) je „novoroční den“ francouzského revolučního kalendáře, který byl používán mezi roky 1793 a 1805. Tento den se nazýval primidi Vendemière, první den prvního měsíce.

## Nový rok v Česku
Staří Slované používali lunisolární kalendář, ve kterém se délka roku určovala podle Slunce, zatímco délka měsíců podle fází Měsíce. Měsíční kruh začínali novoluním připadajícím na 24. prosinec předchozího roku. Nový rok se slavil 25. prosince, tedy ve dnech zimního slunovratu. I po příchodu křesťanských misionářů byl českou panovnickou kanceláří používán vánoční datovací systém, tj. systém, kdy nový rok připadl na 25. prosinec. S přestávkou ve druhé polovině 13. a na počátku 14. století byl tento systém používán až do doby vlády Václava IV. Kancelář pražských arcibiskupů ho používala důsledně až do roku 1365, a proto byl také nazýván stilus Pragensis. Přese všechno, jeho používání přežívalo až do 16. století, jak je možno poznat z panovnických a soukromých písemností. 1. leden se jako Nový rok objevil v českých zemích za Přemysla Otakara II. a Václava II. v diplomatických pramenech. V narativních (na příběhy orientovaných) pramenech však s tímto počátkem roku ve své kronice počítá již Kosmas. Následující kronikáři se ho však většinou nedrželi. Českými zeměmi se začal více šířit až v 15. století a ve století následujícím se 1. leden ujal nejspíše vlivem římského práva a díky tisku kalendářů. Nový rok jako církevní svátek byl s konečnou platností v římskoněmecké říši zaveden za Ferdinanda II. Tím byl vlastně s konečnou platností oddělen občanský rok od roku církevního.
Jako státem uznaný svátek v Československu byl 1. leden stanoven zákonem č. 65/1925 Sb., účinným od 15. dubna 1925. Tím zůstal i během existence Protektorátu Čechy a Morava (1939–1945) a následných let. Podle nového svátkového zákona č. 93/1951 Sb., účinného od 1. ledna 1952, byl 1. leden dnem pracovního klidu. Po rozpadu Československa s koncem roku 1992 převzalo samostatné Česko beze změn československý zákon, který platil až do roku 2000. Na základě nového svátkového zákona č. 245/2000 Sb., s účinností od 9. srpna 2000, byl 1. leden coby Nový rok zařazen mezi ostatní svátky (ve stejný den je dle stejného zákona zároveň slaven státní svátek Den obnovy samostatného českého státu).
Na Nový rok je od roku 2016 podle zákona č. 223/2016 Sb. zakázán prodej v obchodech, od listopadu 2019 se zákaz týká pouze maloobchodního prodeje (s výjimkami definovanými v zákoně). Maloobchodní prodejny s prodejní plochou 200 m² a více tak musí mít 1. ledna ze zákona zavřeno, a to po celý den.

## Drobnosti
Gregoriánský nový rok (a všechny ostatní dny) jako první na celé Zemi přichází na neobydlený atol Caroline, nejvýchodnější ostrov státu Kiribati v centrálním Tichém oceánu.
V mnoha zemích se k příchodu nového roku váží rozmanité zvyky a pověry. V České republice a na Slovensku je z tohoto důvodu tradičním novoročním pokrmem čočka, která má zajistit v nadcházejícím roce bohatství, naopak se nepodává drůbež ani ryba, aby štěstí neuteklo. Další tradice se váží k některým domácím činnostem, na Nový rok by se nemělo prát ani věšet prádlo či zametat.